# 1991 CQ
1991 CQ är en asteroid i huvudbältet som upptäcktes den 10 februari 1991 av den australiensiske astronomen Robert H. McNaught vid Siding Spring-observatoriet.